# NIST-7

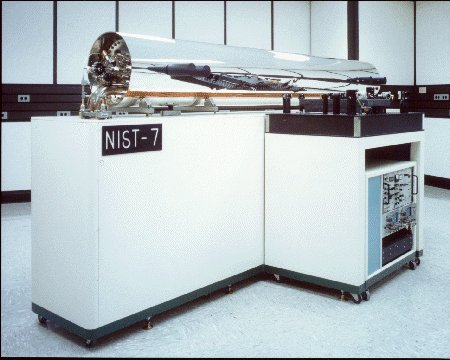
Il NIST-7

Il NIST-7 era un orologio atomico che ha scandito il tempo ufficiale degli Stati Uniti d'America dal 1993 al 1999.
È stato sostituito nel 1999 dal modello NIST-F1 dotato di una maggiore accuratezza; quest'ultimo non guadagna né perde infatti nessun secondo in un periodo di 100 milioni di anni.